# Rhyacophila aquitanica
Rhyacophila aquitanica là một loài Trichoptera trong họ Rhyacophilidae. Chúng phân bố ở miền Cổ bắc.